# Matías Mares
Matías Mares (Francia, hacia 1540FAsiain – Pamplona, 30 de junio de 1609). Impresor, de origen francés, ejerce su oficio de manera ambulante en Castilla, desde 1566 hasta 1596, cuando, tras casar con Graciosa de Oroz, que acababa de enviudar del impresor pamplonés Pedro Porralis, se instala definitivamente en la capital navarra, donde fallecerá en 1609.
Dirigió la imprenta de Pamplona durante 14 años (1596-1609), periodo en el que, además de multitud de trabajos menores, sacó a la luz 21 libros, lo que supone 1,5 libros de media anual. También ejerció como mercader de libros.

## Trayectoria profesional
Entre 1566 y 1571 se tiene noticia de su trabajo en Salamanca, de donde en 1575 llegó a Burgos, procedente de Nantes, al frente de un grupo de treinta de oficiales de imprenta para trabajar a las órdenes de Francisco de la Presa, impresor y mercader. En 1578 monta una imprenta en Bilbao, la primera en funcionar en Vizcaya, que permanece activa durante nueve años, contando para ello con el apoyo financiero del Regimiento de la capital vizcaína.
Posteriormente se traslada a Logroño, donde permanece entre 1588 y 1596; en ocasiones traslada la imprenta a Santo Domingo de la Calzada, como sucede en 1588 y 1590. Ya se ha adelantado que en 1596 abandona la Rioja para casarse en Pamplona y dirigir el taller de su esposa, viuda de Pedro Porralis fallecido ese mismo año.
Dejó la imprenta de Logroño a cargo de Diego Mares, posiblemente su hijo, ya que en 1599 aparece un impreso firmado por los “Herederos de Matías Mares”; en 1602 firma los impresos Diego Mares, en 1606 y 1609 el pie de imprenta indica “en casa de Matías Mares” y en lo sucesivo, hasta su muerte en 1636, será Diego Mares quien firme las publicaciones de la capital riojana. 
Cabe pensar que, a pesar del traslado a Pamplona para hacerse cargo del taller de Pedro Porralis, Matías Mares supervisaba la imprenta de Logroño, al frente de la cual había dejado a Diego. De hecho, en alguna ocasión —por ejemplo en 1600 — se trasladó a la capital riojana para atender asuntos del taller, lo cual explicaría la aparición coetánea de su nombre en publicaciones de Pamplona y Logroño y disiparía los años “confusos” que comenta Marsá.

## Impresor en Pamplona

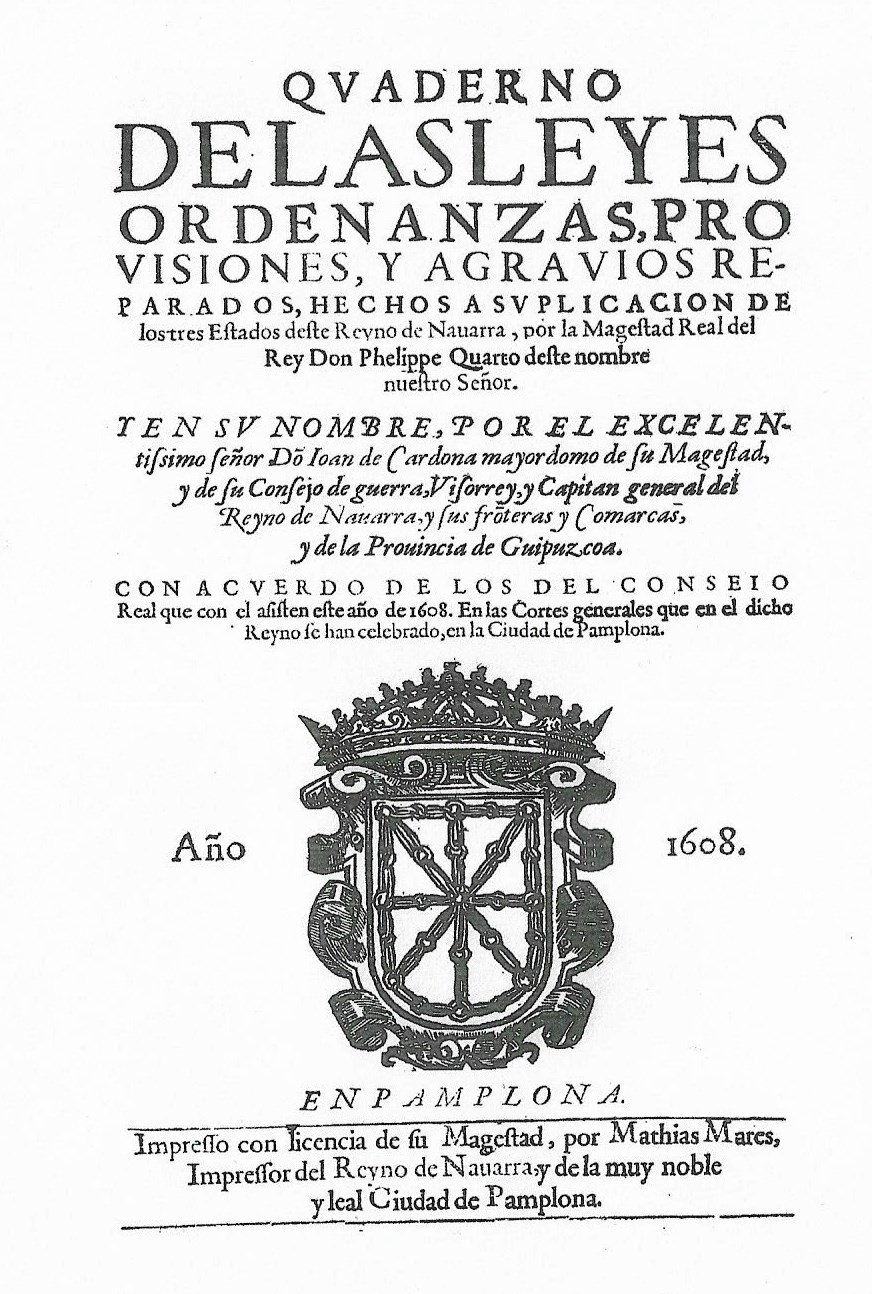
Cuaderno de las leyes aprobadas por las Cortes de Navarra en 1608, impreso por Matías Mares, en ese mismo año, en Pamplona

Después de treinta años de impresor itinerante, probablemente viudo y con un hijo, cuando debía de rondar los cincuenta, en 1596, se instala definitivamente en Pamplona gracias a su matrimonio con Graciosa de Oroz, que hace pocos meses ha quedado viuda de Pedro Porralis y con hijos menores.
La preocupación y urgencia de esta es encontrar una persona que se haga cargo del negocio familiar y, como es habitual en los gremios en el Antiguo Régimen, la solución consiste en la boda con un profesional cualificado. La búsqueda concluye en Logroño, donde trabaja Matías  Mares, un impresor con larga experiencia, propietario de un modesto negocio, que tras muchos años de trabajo no ha conseguido salir de la precariedad. Por eso, cuando llegó a Pamplona “no llevó sino solo su persona” y su mujer tuvo que dejarle ropa de su anterior marido por estar “desnudo”, una situación tan lamentable contrasta con los doscientos ducados que Graciosa aportó como dote.
Al año siguiente de la boda, en 1597, fallece su esposa y queda como usufructuario del negocio familiar, ya que los herederos son los hijos del primer matrimonio, que tienen como tutor al escribano Miguel de Subiza. El patrimonio de Graciosa se tasa entre 400 y 500 ducados, lo cual no es óbice para que su viudo se niegue a pagar los siete ducados que reclama el boticario Sancho de Erviti por las medicinas que había suministrado a la esposa y a su primer marido.
Volverá a contraer nupcias con Isabel Delgado, que aportó un patrimonio sustancioso. Esta le sobrevivirá y volverá a casarse, en torno a 1609, con Nicolás de Asiáin, al que corresponderá la dirección de la imprenta. Isabel había fallecido con anterioridad a 1620.
Puede que empujado por las dificultades económicas, el caso que en estos primeros años Matías Mares se ve envuelto en pleitos, como el que mantiene con la familia de su primera mujer, a la que reclama cien ducados procedentes de la dote de Catalina de Urriza, la segunda mujer de Adrián de Amberes y abuela de su difunta esposa.
Pedro Calatayud, de Tafalla, le denuncia en 1598 por el impago de 44 resmas que importaban 264 reales, que le había suministrado para la impresión del libro Ejercicios y devociones de fray Luis de Granada del que no se tiene noticia. Posiblemente se trataría de la obra de Oración y ejercicios que de este mismo autor había impreso en Salamanca en 1569 y que, diez años más tarde, volvería a sacar a la luz en Bilbao. Al año siguiente vuelve a los tribunales, en esta ocasión, reclamando el pago de la impresión de ocho resmas de alcabalas de las tablas reales [las aduanas del reino de Navarra], a dos maravedís el pliego, que le había encargado Martín de Redín, vecino de Pamplona.

## Impresor oficial de Pamplona y del reino de Navarra
Como es práctica habitual desde la instalación de la imprenta, en 1568, en Pamplona, el dueño del único taller en activo disfruta de los oficios de impresor oficial de la ciudad y del Reino, que cada uno de ellos le reportan cincuenta ducados de salario anual. Mares lo pregona, por ejemplo, en 1606, en el pie de imprenta de Libro octavo de Bartolomé Bravo, donde figura como “Regni Navarrae Typographum”. 
Bien sea por el aumento de la demanda o por el deficiente servicio que presta, las instituciones del Reino reclaman a Carlos Labayen, establecido en Zaragoza. El Regimiento de la ciudad, el 13 de enero de 1607, decide que el oficio de impresor oficial lo comparta con Labayen, que acaba de abrir taller. Para ello se argumenta que “siempre se ha tenido por falta no haber otro [impresor] para que con la competencia tengan mejores letras e impresión y hayan más comodidad a los que quisieren imprimir cédulas y otros despachos”. En lo sucesivo el salario anual de cincuenta ducados se dividirá entre los dos profesionales; esta medida no contribuye a establecer relaciones confortables entre los dos profesionales, sino todo lo contrario: Carlos Labayen, al llegar a Pamplona, ha impreso el catecismo de Astete sin tener presente que Matías Mares posee desde 1602 el privilegio de su edición por ocho años. Este se apresura a denunciarlo y Labayen acaba en la cárcel, acusado de imprimir sin licencia.

## Impresor ambulante

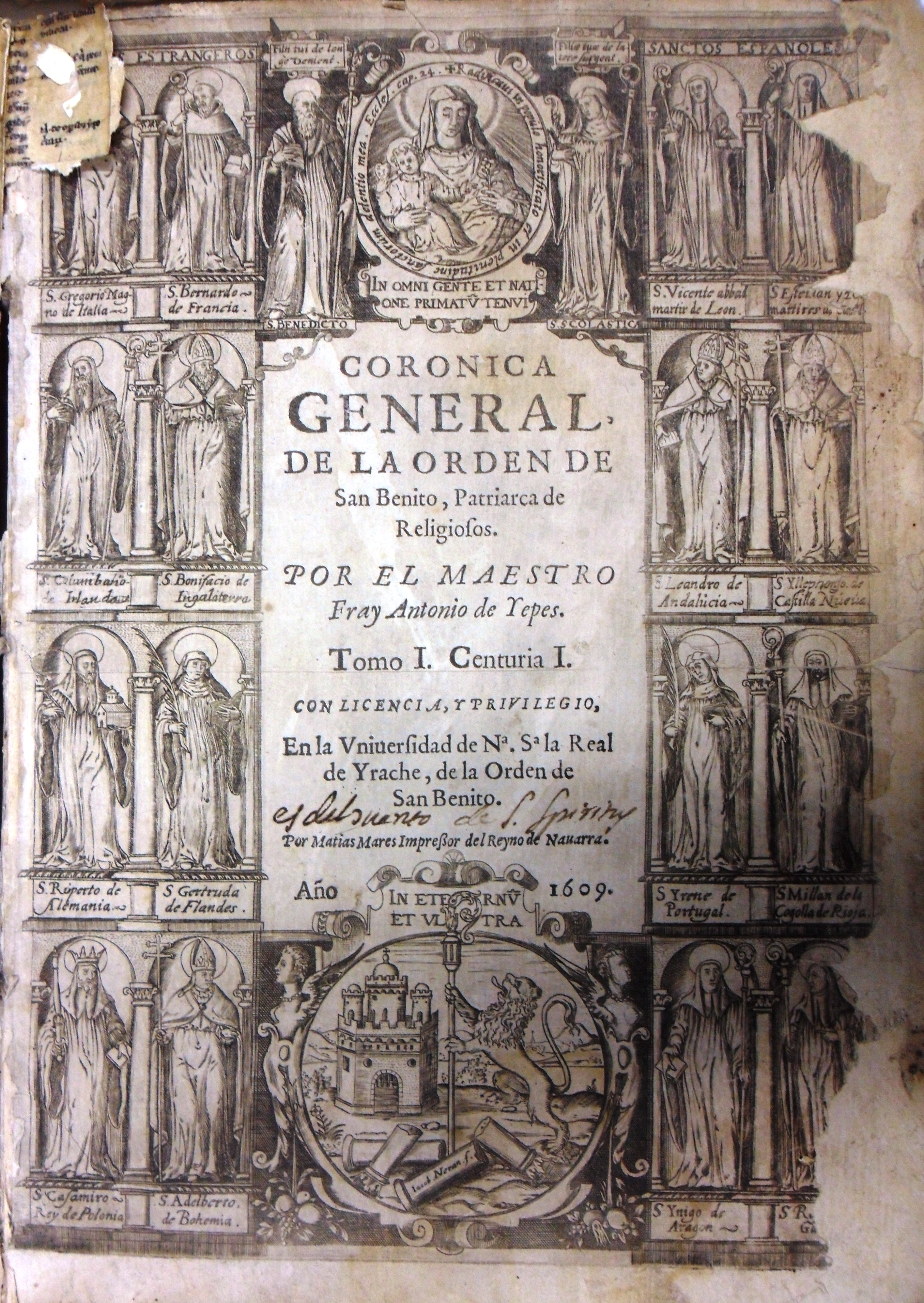
Tomo primero de la Crónica General de la Orden de San Benito, impresa por Matías Mares, en el monasterio de Irache, en 1609, el mismo año de su fallecimiento

Al igual que había hecho en Castilla, Mares no tiene inconveniente en trasladar su imprenta al lugar donde reside el editor. En 1607 se instala en el monasterio de Irache reclamado por los benedictinos. De esta manera, entre 1607 y 1609 imprime los libros de fray Antonio de Alvarado Arte de bien morir y guía del camino de la muerte y Arte de bien vivir y guía de los caminos del cielo, así como los dos primeros tomos de la Crónica general de la Orden de san Benito, que ha redactado fray Antonio de Yepes y que son la primicia de una obra monumental en siete tomos, de los cuales el tercero se verá la luz también en Irache, a cargo de Nicolás de Asiáin (1610), y los restantes en Valladolid (1621).
Las estancias fuera de Pamplona se limitan a la ejecución del contrato. El año 1607 lo debió de pasar íntegramente en Irache, ya que solo sale el citado Arte de bien morir; en año 1608 lo repartió entre ese monasterio, donde imprimió Arte de bien vivir, y la capital navarra en la que están fechadas seis publicaciones; otro tanto sucedió en 1609, cuando imprimió tres obras en Pamplona y en Irache están fechados los dos primeros tomos de Crónica General de la Orden de san Benito. La modestia de los talleres de la época excluiría la posibilidad de que Mares dispusiera de utillaje suficiente para trabajar simultáneamente en dos lugares.
La muerte le llega al frente del negocio, el 30 de junio de 1609, cuando imprime una crónica sobre la festividad del Corpus que tendrá que firmar su viuda.

## Producción de libros
La actividad de Matías Mares al frente de la imprenta de Pamplona va desde 1596 hasta su muerte en 1609. Son, por tanto, 14 años en los que imprime 21 libros que suponen el 2,7 por ciento del total registrado en el siglo XVI, con una media de 1,5 títulos por año, semejante a la obtenida por Adrián de Amberes. 
En tres años no salen a la luz libros y de uno de ellos (1600) se tiene conocimiento de que se ausentó para atender su antiguo taller de Logroño, lo cual no significa que estuviera cerrado, sino dedicado a encargos menores que atendía su criado Juan Larumbe.
En 1608, un año antes de su muerte, la actividad se intensifica, impulsada por los encargos de los benedictinos de Irache. Predominan los temas religiosos seguidos de los de Historia. En cuanto a las obras de Derecho, todas ellas pertenecen los encargos institucionales, concretamente a los Cuadernos de Leyes. Entre las obras científicas, se ha de destacar las dos ediciones del manual de filosofía Asertiones dialecticae, del jesuita Juan de Lugo, que ven la luz en 1608. Finalmente, el apartado de Literatura recoge únicamente cartillas escolares, de las que Mares tenía el privilegio de edición.
En sintonía con el porcentaje correspondiente a la centuria, dominan los libros en castellano, en tanto que la mayor parte de los publicados en latín corresponde a manuales escolares.
Entre sus impresiones predominan los libros en folio (37%), lo que se explica por las impresiones para el Reino y los monasterios de Fitero e Irache.
Ninguno de los trabajos evaluados alcanza la calificación tipográfica de excelente y solo son considerados como buenos los encargos de los monasterios. La calidad de Mares como tipógrafo está por debajo de la media de la imprenta navarra del XVI, con un 27 por ciento de impresiones buenas frente al 40 que registra el total de las impresiones del Reino; en cuanto a las deficientes, su número es mayor que la media. Estos datos vienen a confirmar la opinión de Marsá, que lo considera impresor de baja calidad, con deficiente nivel en la composición e impresión y que, además, utiliza papel deficiente.
Todo esto coincide con la caída de la calidad de la imprenta en España en la segunda mitad del XVI frente al el elevado nivel que había mostrado hasta entonces. 
En ocasiones utiliza como marca de impresor la misma que empleaba Tomás Porralis de Saboya; así sucede, por ejemplo, en la Vida de san José, impresa en 1609.
También ejerce como mercader de libros, como se constata en 1607 cuando vende a los libreros de Zaragoza Nicolás Vallur, padre e hijo, publicaciones ya encuadernadas por importe de 2.060 reales, que estos se comprometen a pagar en cuatro plazos a lo largo de dos años y medio.
| Producción de libros de la imprenta de Matías Mares (1596-1609) |
| --------------------------------------------------------------- |
|                                                                 |